# Trichocolletes sericeus
Trichocolletes sericeus är en biart som först beskrevs av Smith 1862.  Trichocolletes sericeus ingår i släktet Trichocolletes och familjen korttungebin. Inga underarter finns listade i Catalogue of Life.

## Bildgalleri

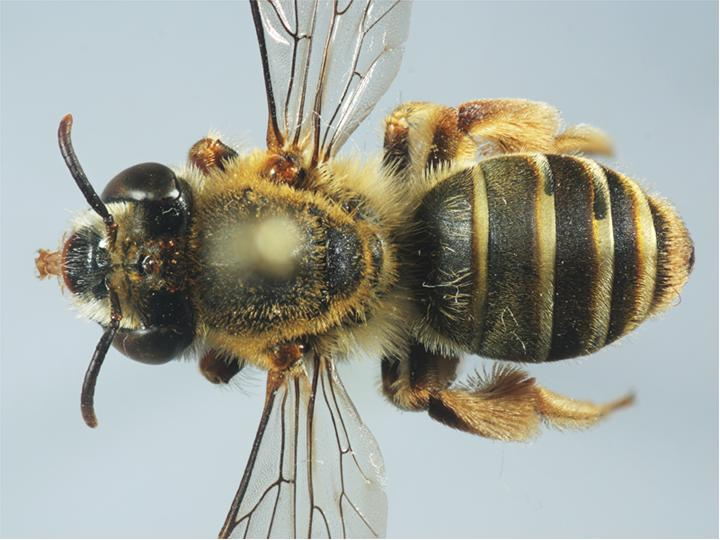
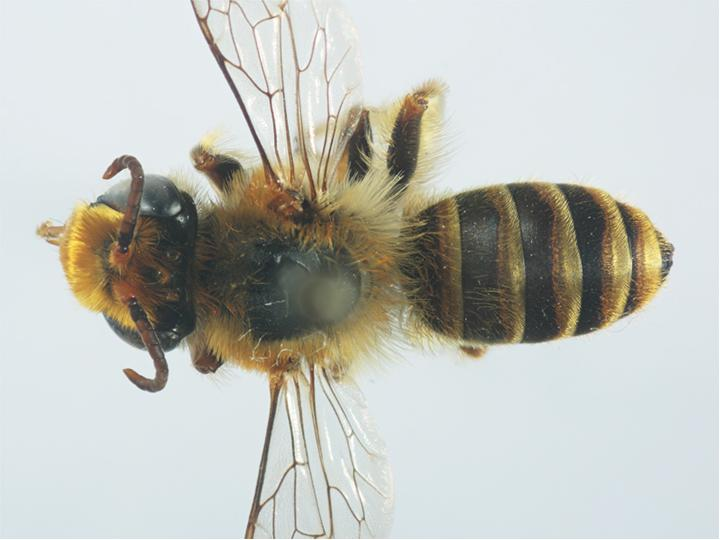